# Sally Phillips

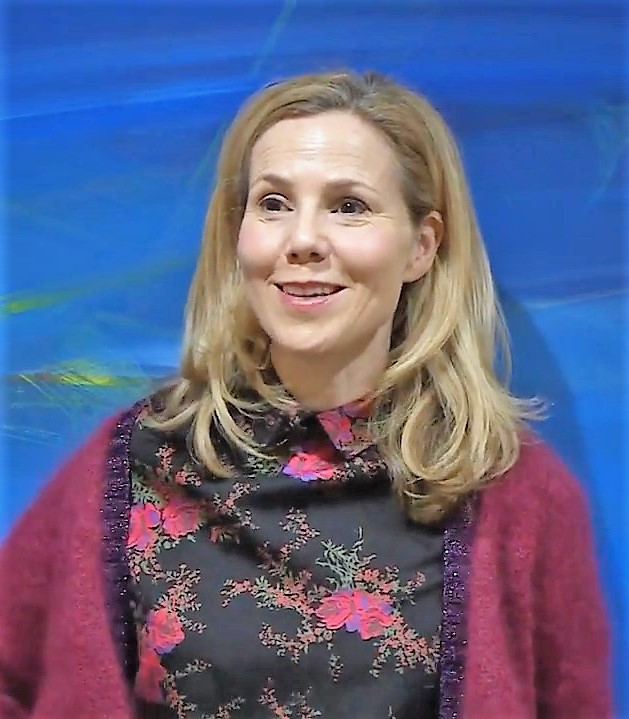
Sally Phillips (2019)

Sally Elizabeth Phillips (* 10. Mai 1970 in Hongkong) ist eine britische Schauspielerin, Drehbuchautorin und Komikerin.

## Leben
Sally Phillips wurde 1970 in Hongkong geboren. Sie besuchte die Wycombe Abbey School und studierte an der Oxford University.
Ab Mitte der 1990er Jahre hatte sie erste Rollen in britischen Fernsehproduktionen. 1997 wurde sie als Rezeptionistin Sophie in der Comedy-Serie I'm Alan Partridge besetzt. Neben Fiona Allen und Doon Mackichan übernahm sie ab dem Jahr 1999 eine Hauptrolle in der Sketch-Comedy-Serie Smack the Pony, für die alle drei auch die Drehbücher schrieben. In den Filmen Bridget Jones – Schokolade zum Frühstück (2001), Bridget Jones – Am Rande des Wahnsinns (2004) und Bridget Jones’ Baby (2016) wurde sie als Shazza besetzt. Von 2009 bis 2015 spielte Phillips in der Sitcom Miranda die Rolle der Tilly, einer Schulfreundin der von Miranda Hart dargestellten Titelfigur. In der Politserie Veep – Die Vizepräsidentin übernahm sie seit dem Jahr 2013 die Rolle der (fiktiven) finnischen Ministerpräsidentin Minna Hakkinen. 2017 nahm sie an der fünften Staffel von Taskmaster teil. Im Animationsfilm Ferdinand – Geht STIERisch ab! sprach Phillips 2017 ein Dressurpferd.
Von 2004 bis 2010 sprach sie die Hauptrolle der Sozialarbeiterin Clare Barker in der Hörspielserie Clare in the Community auf BBC Radio 4. Phillips tritt unregelmäßig in Theaterinszenierungen auf, gelegentlich in von ihr selbst geschriebenen Stücken. Seit dem Jahr 2020 tritt sie in der BBC-One-Frühstückssendung Sunday Morning Live auf.
Phillips war von 2003 bis 2017 mit Andrew Bermejo verheiratet. Aus ihrer Ehe gingen drei Kinder hervor; ihr ältester Sohn hat das Down-Syndrom. Sie engagiert sich in verschiedenen Wohltätigkeitsorganisationen, darunter der Skylarks Charity.

## Filmografie (Auswahl)
Schauspielerin
- 1995: Auweia! Alias Smith und Jones (Alas Smith & Jones, Fernsehserie, 2 Episoden)
- 1995–1996: Fist of Fun (Fernsehserie, 7 Episoden)
- 1996: It Happened Next Year (Fernsehfilm)
- 1997: Cows (Fernsehfilm)
- 1997: I'm Alan Partridge (Fernsehserie, 6 Episoden)
- 1998: In the Red (Miniserie, 3 Episoden)
- 1998: You Are Here (Fernsehfilm)
- 1999–2003: Smack the Pony (Fernsehserie, 24 Episoden)
- 1999: Kiss Me Kate (Fernsehserie, 1 Episode)
- 1999: Hippies (Miniserie, 6 Episoden)
- 2000: Born Romantic
- 2001: Bridget Jones – Schokolade zum Frühstück (Bridget Jones’s Diary)
- 2001: Birthday Girl
- 2001: Mean Machine – Die Kampfmaschine (Mean Machine)
- 2002: Rescue Me (Fernsehserie, 6 Episoden)
- 2003: Ready When You Are Mr. McGill (Fernsehfilm)
- 2004: Tooth
- 2004: Gladiatress
- 2004: Bridget Jones – Am Rande des Wahnsinns (Bridget Jones – The Edge of Reason)
- 2004: Churchill: The Hollywood Years
- 2006: Hyperdrive – Der Knall im All (Hyperdrive, Fernsehserie, 1 Episode)
- 2006: Green Wing (Fernsehserie, 4 Episoden)
- 2006: BoyTown
- 2006: The Amazing Mrs Pritchard (Fernsehserie, 5 Episoden)
- 2006: Seven Second Delay (Fernsehfilm)
- 2006–2009: Jam & Jerusalem (Fernsehserie, 18 Episoden)
- 2008: Harley Street (Fernsehserie, 1 Episode)
- 2009: Skins – Hautnah (Skins UK, Fernsehserie, 1 Episode)
- 2009–2015: Miranda (Fernsehserie, 14 Episoden)
- 2010: Abroad – Liebe in London (Abroad, Fernsehfilm)
- 2010: Huge
- 2010: Accidental Farmer (Fernsehfilm)
- 2011: Wer ist die Braut? (The Decoy Bride)
- 2011: New Tricks – Die Krimispezialisten (New Tricks, Fernsehserie, 1 Episode)
- 2011: Moving On (Fernsehserie, 1 Episode)
- 2012: Parents (Fernsehserie, 6 Episoden)
- 2012: Them from That Thing (Miniserie, 2 Episoden)
- 2013: Chickens (Fernsehserie, 1 Episode)
- 2013–2019: Veep – Die Vizepräsidentin (Veep, Fernsehserie, 5 Episoden)
- 2015: Death in Paradise (Fernsehserie, 1 Episode)
- 2015: House of Fools (Fernsehserie, 1 Episode)
- 2015: Set the Thames on Fire
- 2015: Burn Burn Burn
- 2015: Distinguished Ladies (Fernsehfilm)
- 2015: We're Doomed! The Dad's Army Story (Fernsehfilm)
- 2016: Galavant (Fernsehserie, 1 Episode)
- 2016: Siblings (Fernsehserie, 1 Episode)
- 2016: Stolz und Vorurteil und Zombies (Pride and Prejudice and Zombies)
- 2016: Bridget Jones’ Baby (Bridget Jones’s Baby)
- 2016: Inspector Barnaby (Midsomer Murders) Fernsehserie, Staffel 19, Folge 1: Das untote Dorf (The Village That Rose From The Dead)
- 2016: Drunk History: UK (Fernsehserie, 1 Episode)
- 2016–2018: Zapped (Fernsehserie, 6 Episoden)
- 2017: Henry IX (Fernsehserie, 3 Episoden)
- 2017: The Rizen
- 2017: Hospital People (Fernsehserie, 1 Episode)
- 2017: Comedy Playhouse (Fernsehserie, 1 Episode)
- 2017: Ferdinand – Geht STIERisch ab! (Ferdinand, Sprechrolle)
- 2017: You, Me and Him
- 2017: Tim Vine Travels Through Time Christmas Special (Fernsehfilm)
- 2018: Trollied (Fernsehserie, 6 Episoden)
- 2018: The More You Ignore Me
- 2018: Jahrmarkt der Eitelkeiten (Vanity Fair, Miniserie, 2 Episoden)
- 2018: The Fight
- 2018: Surviving Christmas with the Relatives
- 2018–2019: Tourist Trap (Fernsehserie, 12 Episoden)
- 2019: Blinded by the Light
- 2019: The Rizen: Possession
- 2019: Year of the Rabbit (Miniserie, 4 Episoden)
- 2020: Friday Night Dinner (Fernsehserie, 1 Episode)
- 2022: Das reinste Vergnügen
- 2023: My Happy Ending
- 2023: Die statistische Wahrscheinlichkeit von Liebe auf den ersten Blick (Love at First Sight)
- 2025: Bridget Jones – Verrückt nach ihm (Bridget Jones: Mad About the Boy)

Drehbuchautorin
- 1995: Six Pairs of Pants (Fernsehserie, 1 Episode)
- 1999–2017: Smack the Pony (Fernsehserie, 24 Episoden)
- 2011: Wer ist die Braut? (The Decoy Bride)
- 2016: A World Without Down's Syndrome? (Dokumentarfilm)